# Negra Cucaracha
Negra Cucaracha és un grup d'horror punk i terror folk basc, amb banjo i cigar box guitar, que canta en castellà i anglès i que va ser fundat per Joel Bruna el 2020 com a home orquestra. En els concerts, els seus membres toquen amb caretes antigàs i micròfons incorporats de fabricació casolana en un ambient de llum roja, fum i foscor.
Les seves lletres expliquen històries dramàtiques sobre suïcidis, mort, humor negre i sensacions estranyes amb tocs gore i localitzades en mons contaminats i postapocalíptics. El grup va fer una versió country de la cançó «Más allá del cementerio» d'Eskorbuto.

## Membres
- Joel Bruna: banjo i veu[4]
- Luis Carlos Orduz «Charlie»: guitarra
- Mikel López de Ciordia: contrabaix
- Jónatan Munuera: bateria

## Discografia
- Negra Cucaracha Terrorfolk (2020)
- Disaster songs (EP, 2022)[5]